# Liziane Bayer
Liziane Bayer da Costa (São Pedro do Sul, 24 de janeiro de 1981) é uma pastora e política brasileira filiada ao Republicanos. Foi deputada federal pelo Rio Grande do Sul e, em 2022, foi eleita primeira suplente do senador Hamilton Mourão (Republicanos). É irmã da deputada federal Franciane Bayer (Republicanos). Até abril de 2021, Liziane apresentou alinhamento de 62% com o governo Bolsonaro nas votações da câmara. Apesar de admiradora da ministra Damares Alves, já declarou que se considera "nem a esquerda, nem a direita, nem a favor de Jair Bolsonaro nem contra".

## Biografia
Descendente de alemães natural de São Pedro do Sul (RS), é filha de Alcides Bayer, que foi pastor e missionário da Igreja Internacional da Graça de Deus por 23 anos, sendo o líder estadual no Rio Grande do Sul. Sua mãe, Neloci Bayer, também pastora, lidera o movimento "Mulheres que Vencem" no Estado.

### Deputada estadual
Liziane disputou a eleição estadual de 2014 e foi eleita deputada estadual com 29.121 votos em 326 municípios do RS. Para o cargo de governador do estado, seu partido deu apoio ao candidato José Ivo Sartori (PMDB), que foi eleito. Liziane fez parte da base do governo Sartori e votou a favor do aumento do ICMS, das privatizações, da aprovação da Lei de Responsabilidade Fiscal Estadual, de extinção de fundações e da adesão ao Regime de Recuperação Fiscal (RRF).
Dentre as leis estaduais aprovadas de autoria de Liziane, estão as que instituem a "Semana Estadual do Aleitamento Materno", o Outubro Rosa (de prevenção ao câncer da mama), o Novembro Azul (de prevenção ao câncer de próstata), o "Dia Estadual da Marcha para Jesus" e a "Semana Estadual de Prevenção das Doenças Renais".

### Deputada federal
Na eleição estadual de 2018, Liziane se elegeu deputada federal com 52.977 votos em 412 municípios. Para o cargo de governador do estado, seu partido deu apoio novamente a Sartori, que não se reelegeu.
Em seu mandato na câmara, Liziane cronologicamente votou contra a MP 867 (que segundo ambientalistas alteraria o Código Florestal anistiando desmatadores); a favor de criminalizar responsáveis por rompimento de barragens; a favor da PEC da Reforma da Previdência e de excluir os professores nas regras da mesma; a favor da MP da Liberdade Econômica; a favor de Alteração no Fundo Eleitoral; contra aumento do Fundo Partidário; contra cobrança de bagagem por companhias aéreas; contra incluir políticas LGBTs na pasta de Direitos Humanos; a favor do PL 3723 que regulamenta a prática de atiradores e caçadores; a favor do  "Pacote Anti-crime" de Sergio Moro; a favor do Novo Marco Legal do Saneamento; contra redução do Fundo Eleitoral; a favor da suspensão do mandato do deputado Wilson Santiago (PTB/PB), acusado de corrupção; a favor de ajuda financeira aos estados durante a pandemia de COVID-19; contra o Contrato Verde e Amarelo; contra a MP 910 (conhecida como MP da Grilagem); a favor da flexibilização de regras trabalhistas durante a pandemia; a favor do congelamento do salário dos servidores; a favor da anistia da dívida das igrejas; a favor da convocação de uma Convenção Interamericana contra o Racismo; duas vezes a favor de destinar verbas do novo FUNDEB para escolas ligadas às igrejas; a favor da autonomia do Banco Central; contra a manutenção da prisão do deputado bolsonarista Daniel Silveira (PSL/RJ); a favor da validação da PEC da Imunidade Parlamentar; a favor da PEC Emergencial (que trata do retorno do auxílio emergencial por mais três meses e com valor mais baixo); a favor que empresas possam comprar vacinas da COVID-19 sem doar ao SUS; a favor de classificar a educação como "serviço essencial" (possibilitando o retorno das aulas presenciais durante a pandemia) e a favor de acabar com o Licenciamento Ambiental para diversas atividades.
Mesmo que seu trabalho ocorra em Brasília e no Rio Grande do Sul, foi constatado que entre os gastos do seu mandato está o aluguel de carros de uma empresa que fica em Guarulhos, no estado de São Paulo, e que pertence ao filho do ex-deputado federal Jorge Tadeu Mudalen (DEM), frequentador da mesma igreja de Liziane.

## Desempenho eleitoral
| Ano  | Eleição                       | Cargo                                  | Partido      | Coligação                           | Suplentes                                  | Votos              | Resultado                                        |
| ---- | ----------------------------- | -------------------------------------- | ------------ | ----------------------------------- | ------------------------------------------ | ------------------ | ------------------------------------------------ |
| 2014 | Estadual do Rio Grande do Sul | Deputada Estadual                      | PSB          | PSB / PPS                           | Catarina Paladini (PSB), Paulo Odone (PPS) | 29.121 (0,52%)     | Eleita (64ª pessoa mais votada, 2ª na coligação) |
| 2018 | Estadual do Rio Grande do Sul | Deputada Federal                       | PSB          | PSB / PR / Patriota                 | José Stédile (PSB), Diza Gonzaga (PSB)     | 52.977 (0,96%)     | Eleita (33ª pessoa mais votada, 3ª na coligação) |
| 2022 | Estadual do Rio Grande do Sul | 1ª Suplente do Senador Hamilton Mourão | Republicanos | PL / Republicanos / PROS / Patriota | não aplicável                              | 2.593.294 (44,11%) | Eleita (o titular foi a 1ª pessoa mais votada)   |